# Tropidomyrmex elianae
Tropidomyrmex elianae is een mierensoort uit de onderfamilie van de Myrmicinae. De wetenschappelijke naam van de soort is voor het eerst geldig gepubliceerd in 2009 door Silva, Feitosa, Brandão & Diniz.